# Associazione Calcio Venezia 1967-1968
Questa voce raccoglie le informazioni riguardanti l'Associazione Calcio Venezia nelle competizioni ufficiali della stagione 1967-1968.

## Rosa
| N. |                      | Ruolo | Calciatore         |
| -- | -------------------- | ----- | ------------------ |
|    | Italia (bandiera)    | A     | Roberto Bellinazzi |
|    | Italia (bandiera)    | C     | Candido Beretta    |
|    | Italia (bandiera)    | A     | Lucio Bertogna     |
|    | Italia (bandiera)    | P     | Giovanni Bubacco   |
|    | Italia (bandiera)    | C     | Antonio Chinchio   |
|    | Italia (bandiera)    | C     | Dino Cremascoli    |
|    | Italia (bandiera)    | A     | Franco Dori        |
|    | Italia (bandiera)    | C     | Emilio Fanucchi    |
|    | Italia (bandiera)    | D     | Gianni Grossi      |
|    | Italia (bandiera)    | D     | Piero Lenzi        |
|    | Argentina (bandiera) | A     | Pedro Manfredini   |
|    | Italia (bandiera)    | A     | Silvano Mencacci   |

| N. |                   | Ruolo | Calciatore           |
| -- | ----------------- | ----- | -------------------- |
|    | Italia (bandiera) | C     | Franco Nanni         |
|    | Italia (bandiera) | D     | Marcello Neri        |
|    | Italia (bandiera) | C     | Corrado Penzo        |
|    | Italia (bandiera) | C     | Renzo Ragonesi       |
|    | Italia (bandiera) | C     | Bruno Rigo           |
|    | Italia (bandiera) | D     | Sandro Santarello    |
|    | Italia (bandiera) | C     | Giulio Cesare Spagni |
|    | Italia (bandiera) | D     | Bartolomeo Tarantino |
|    | Italia (bandiera) | P     | Roberto Terreni      |
|    | Italia (bandiera) | C     | Franco Tosetto       |
|    | Italia (bandiera) | P     | Silvano Vincenzi     |

## Risultati

### Serie B

#### Girone di andata
| 10 settembre 1967 1ª giornata | Venezia | 2 – 0 | Messina |  |

| 17 settembre 1967 2ª giornata | Venezia | 0 – 1 | Palermo |  |

| 1º ottobre 1967 4ª giornata | Potenza | 0 – 0 | Venezia |  |

| 8 ottobre 1967 5ª giornata | Venezia | 2 – 1 | Reggiana |  |

| 15 ottobre 1967 6ª giornata | Genoa | 1 – 1 | Venezia |  |

| 22 ottobre 1967 7ª giornata | Venezia | 1 – 1 | Novara |  |

| 29 ottobre 1967 8ª giornata | Catania | 0 – 0 | Venezia |  |

| 5 novembre 1967 9ª giornata | Catanzaro | 1 – 0 | Venezia |  |

| 12 novembre 1967 10ª giornata | Venezia | 0 – 1 | Foggia & Incedit |  |

| 19 novembre 1967 11ª giornata | Verona | 0 – 1 | Venezia |  |

| 26 novembre 1967 12ª giornata | Venezia | 2 – 0 | Lecco |  |

| 3 dicembre 1967 13ª giornata | Bari | 1 – 0 | Venezia |  |

| 10 dicembre 1967 14ª giornata | Lazio | 2 – 1 | Venezia |  |

| 17 dicembre 1967 15ª giornata | Venezia | 1 – 0 | Livorno |  |

| 24 dicembre 1967 16ª giornata | Padova | 0 – 0 | Venezia |  |

| 31 dicembre 1967 17ª giornata | Venezia | 2 – 3 | Reggina |  |

| 7 gennaio 1968 18ª giornata | Monza | 2 – 0 | Venezia |  |

| 14 gennaio 1968 19ª giornata | Venezia | 0 – 0 | Perugia |  |

| 21 gennaio 1968 20ª giornata | Pisa | 3 – 0 | Venezia |  |

| 28 gennaio 1968 21ª giornata | Venezia | 1 – 0 | Modena |  |

#### Girone di ritorno
| 4 febbraio 1968 22ª giornata | Messina | 1 – 0 | Venezia |  |

| 11 febbraio 1968 23ª giornata | Palermo | 2 – 0 | Venezia |  |

| 25 febbraio 1968 25ª giornata | Venezia | 1 – 0 | Potenza |  |

| 3 marzo 1968 26ª giornata | Reggiana | 2 – 0 | Venezia |  |

| 10 marzo 1968 27ª giornata | Venezia | 0 – 0 | Genoa |  |

| 17 marzo 1968 28ª giornata | Novara | 1 – 0 | Venezia |  |

| 24 marzo 1968 29ª giornata | Venezia | 0 – 0 | Catania |  |

| 31 marzo 1968 30ª giornata | Venezia | 0 – 0 | Catanzaro |  |

| 7 aprile 1968 31ª giornata | Foggia & Incedit | 1 – 1 | Venezia |  |

| 14 aprile 1968 32ª giornata | Venezia | 3 – 0 | Verona |  |

| 21 aprile 1968 33ª giornata | Lecco | 2 – 2 | Venezia |  |

| 28 aprile 1968 34ª giornata | Venezia | 0 – 0 | Bari |  |

| 5 maggio 1968 35ª giornata | Venezia | 0 – 0 | Lazio |  |

| 12 maggio 1968 36ª giornata | Livorno | 1 – 0 | Venezia |  |

| 19 maggio 1968 37ª giornata | Venezia | 0 – 0 | Padova |  |

| 26 maggio 1968 38ª giornata | Reggina | 0 – 0 | Venezia |  |

| 2 giugno 1968 39ª giornata | Venezia | 0 – 0 | Monza |  |

| 9 giugno 1968 40ª giornata | Perugia | 1 – 0 | Venezia |  |

| 16 giugno 1968 41ª giornata | Venezia | 1 – 0 | Pisa |  |

| 23 giugno 1968 42ª giornata | Modena | 2 – 3 | Venezia |  |

## Statistiche

### Statistiche di squadra
| Competizione | Punti | In casa | In casa | In casa | In casa | In casa | In casa | In trasferta | In trasferta | In trasferta | In trasferta | In trasferta | In trasferta | Totale | Totale | Totale | Totale | Totale | Totale | DR |
| Competizione | Punti | G       | V       | N       | P       | Gf      | Gs      | G            | V            | N            | P            | Gf           | Gs           | G      | V      | N      | P      | Gf     | Gs     | DR |
| ------------ | ----- | ------- | ------- | ------- | ------- | ------- | ------- | ------------ | ------------ | ------------ | ------------ | ------------ | ------------ | ------ | ------ | ------ | ------ | ------ | ------ | -- |
| Serie B      | 36    | 20      | 8       | 9       | 3       | 16      | 7       | 20           | 2            | 7            | 11           | 9            | 23           | 40     | 10     | 16     | 14     | 25     | 30     | -5 |
| Coppa Italia |       | 1       | 1       | 0       | 0       | 3       | 1       | 1            | 0            | 0            | 1            | 0            | 1            | 2      | 1      | 0      | 1      | 3      | 2      | +1 |
| Totale       |       | 21      | 9       | 9       | 3       | 19      | 8       | 21           | 2            | 7            | 12           | 9            | 24           | 42     | 11     | 16     | 15     | 28     | 32     | -4 |

### Statistiche dei giocatori
| Giocatore     | Serie B  | Serie B | Coppa Italia | Coppa Italia | Totale   | Totale |
| Giocatore     | Presenze | Reti    | Presenze     | Reti         | Presenze | Reti   |
| ------------- | -------- | ------- | ------------ | ------------ | -------- | ------ |
| R. Bellinazzi | 30       | 2       | ?            | ?            | 30+      | 2+     |
| C. Beretta    | 28       | 0       | ?            | ?            | 28+      | 0+     |
| L. Bertogna   | 39       | 2       | ?            | ?            | 39+      | 2+     |
| G. Bubacco    | 24       | -21     | ?            | ?            | 24+      | -21+   |
| A. Chinchio   | 3        | 0       | ?            | ?            | 3+       | 0+     |
| D. Cremascoli | 1        | 0       | ?            | ?            | 1+       | 0+     |
| F. Dori       | 16       | 2       | ?            | ?            | 16+      | 2+     |
| E. Fanucchi   | 7        | 0       | ?            | ?            | 7+       | 0+     |
| G. Grossi     | 36       | 2       | ?            | ?            | 36+      | 2+     |
| P. Lenzi      | 37       | 1       | ?            | ?            | 37+      | 1+     |
| P. Manfredini | 9        | 1       | ?            | ?            | 9+       | 1+     |
| S. Mencacci   | 20       | 5       | ?            | ?            | 20+      | 5+     |
| F. Nanni      | 25       | 0       | ?            | ?            | 25+      | 0+     |
| M. Neri       | 30       | 5       | ?            | ?            | 30+      | 5+     |
| C. Penzo      | 10       | 0       | ?            | ?            | 10+      | 0+     |
| R. Ragonesi   | 36       | 0       | ?            | ?            | 36+      | 0+     |
| B. Rigo       | 5        | 1       | ?            | ?            | 5+       | 1+     |
| G. Rosso      | 1        | 0       | ?            | ?            | 1+       | 0+     |
| S. Santarello | 4        | 0       | ?            | ?            | 4+       | 0+     |
| G. Spagni     | 33       | 2       | ?            | ?            | 33+      | 2+     |
| B. Tarantino  | 26       | 1       | ?            | ?            | 26+      | 1+     |
| R. Terreni    | 2        | -1      | ?            | ?            | 2+       | -1+    |
| F. Tosetto    | 4        | 0       | ?            | ?            | 4+       | 0+     |
| S. Vincenzi   | 16       | -8      | ?            | ?            | 16+      | -8+    |